# Latvijas Radio
Latvijas Radio («Ràdio Letònia»; abreujat com LR) és l'empresa pública de ràdio de Letònia que, amb Latvijas Televizija, forma la companyia de radiodifusió pública letona Latvijas Sabiedriskais medijs. L'empresa de ràdio va ser fundada l'1 de novembre de 1925 i està situada en la capital letona de Riga.
Des de 2002, Latvijas Radio emet cinc estacions diferents a FM i internet: Latvijas Radio 1, Latvijas Radio 2, Latvijas Radio 3 - Klasika, Latvijas Radio 4 - Doma Laukums i Latvijas Radio 5 - Pieci.lv.
Latvijas Radio és, a més a més, una institució cultural a Letònia amb radioteatre, un cor de ràdio i grups lírics infantils. Els arxius fonogràfics contenen aproximadament 200 000 registres. Des de l'1 de gener de 1993 Latvijas Radio és membre de la Unió Europea de Radiodifusió.